# Штафштет
Штафштет (њем. Stafstedt) општина је у њемачкој савезној држави Шлезвиг-Холштајн. Једно је од 165 општинских средишта округа Рендсбург. Према процјени из 2010. у општини је живјело 348 становника. Посједује регионалну шифру (AGS) 1058155.

## Географски и демографски подаци
Штафштет се налази у савезној држави Шлезвиг-Холштајн у округу Рендсбург. Општина се налази на надморској висини од 12 метара. Површина општине износи 11,8 km². У самом мјесту је, према процјени из 2010. године, живјело 348 становника. Просјечна густина становништва износи 29 становника/km².